# Fregattenkapitän
Cet article possède un paronyme, voir Capitaine de frégate.
Fregattenkapitän est un grade d'officier utilisé dans les marines allemandes.

## Bundeswehr
Fregattenkapitän est un grade d'officier dans la Deutsche Marine, la composante maritime de la Bundeswehr.

## Volksmarine
Au sein de la Volksmarine, la marine militaire de la République démocratique allemande (RDA), il est situé au-dessus du Korvettenkapitän et en dessous du Kapitän zur See. 

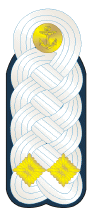
FKpt, Volksmarine
FKpt, Verwaltungslaufbahn

## Kaiserliche Marine et Kriegsmarine
Au sein de la Kaiserliche Marine et de la Kriegsmarine, il est situé au-dessus du Korvettenkapitän et en dessous du Kapitän zur See. 

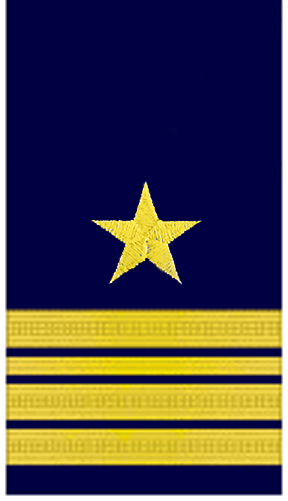

## Marine austro-hongroise
En allemand Fregattenkapitän et en hongrois Fregattkapitány est un grade de la marine austro-hongroise, équivalent du lieutenant-colonel de l'armée de terre.

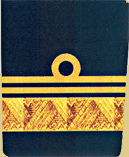

## Équivalence dans d'autres marines
Selon la classification de l'OTAN, le Fregattenkapitän a pour équivalent :
- le capitaine de frégate ou Fregatkapitein dans la marine militaire belge ;
- le capitaine de frégate ou commander dans la Marine royale canadienne ;
- le commander dans l'US Navy ;
- le capitaine de frégate dans la marine nationale française.